# Muclavský potok
Muclavský potok pramení na ohybu Muclavské louky. Dále potok protéká smečenskou bažantnicí a starou, již nefunkční smečenskou cihelnou. Přes Muclavský potok se klene pozůstatek úzkorozchodné dráhy, která zde v minulosti stávala.